# Šu (kraljestvo)
Šu (kitajsko 蜀,  sečuanski pinjin Su2), v zgodovinopisju znan tudi kot Starodavni Šu (kitajsko 古蜀), je bilo starodavno kraljestvo v današnji kitajski  provinci Sečuan. Obsegalo je nižino Čengdu v zahodnem sečuanskem bazenu in ozemlje severovzhodno od nje do doline reke Han. Na vzhodu je mejilo na plemensko zvezo Ba. Dlje proti vzhodu ob rekah Han in Jangce je bila država Ču. Na severu je bila onkraj gorovja Činling država Čin. Na zahodu in jugu so bila naseljena plemena z majhno vojaško močjo. 
Neodvisno kraljestvo Šu je leta 316 pr. n. št. osvojila država Čin. Nedavna arheološka odkritja v krajih Sanšingduj in Džinša, ki sta spadali v kulturo Šu, kažejo na prisotnost edinstvene civilizacije v tej regiji pred osvojitvijo Čina. 
V poznejših obdobjih kitajske zgodovine se je Sečuan še naprej imenoval Šu. Šu so se imenovale tudi kasnejše države, ustanovljene v tej regiji. 

## Sanšingdujska kultura
Pred letom 316 pr. n. št. je bila kotlina Sečuan izolirana od takratne kitajske bronastodobne civilizacije,  osredotočene v porečju Rumene reke na severovzhodu. Odkritje Sanšingduja leta 1987 je bilo veliko presenečenje, saj je kazalo na obsežno, do takrat neznano kitajsko neolitsko  kulturo. Videti je, da je bilo mesto Sanšingduj 40 km severno od Čengduja okoli leta 2050–1250 pr. n. št. središče dokaj obsežnega kraljestva. Predmeti, najdeni v dveh zakladnih jamah, so slogovno drugačni  od predmetov, najdenih bolj severno. Številni arheologi domnevajo, da je ta kultura spadala v kulturo kraljestva Šu.

## Država Šu (10. stoletje pr. n. št. - 316 pr. n. št.)
V zgodnjih kitajskih zgodovinskih zapisih je zelo malo omemb Šuja do 4. stoletja pr. n. št. Šu je morda omenjen v napisih na kosteh preročišča dinastije Šang, vendar bi omenjeni Šu lahko bil tudi kakšna druga država z enakim imenom.
Šu je bil prvič dokazano omenjen v Knjigi dokumentov (Šudžing) kot eden od zaveznikov kralja Vuja iz Džova, ki je v bitki pri Mujeju leta 1046 pr. n. št. pomagal premagati Šang. Kmalu po osvojitvi Džova je bilo v Ji Džov šuju (Izgubljena knjiga Džova)  omenjeno, da je podložnik kralja Vuja vodil pohod proti Šuju. Po bitki pri Mujeju se zdi, da so se severni vplivi na Šu povečali in nato zmanjšali, vendar je Šu ostal kulturno izoliran. Izgon Džova iz doline reke Vej leta 771 pr. n. št. je verjetno še povečal njegovo izolacijo. 
Pisna poročila o Šuju so v veliki meri mešanica mitoloških zgodb in zgodovinskih legend. Šu je omenjen v Kroniki kraljev Šuja iz dinastije Han in Kroniki Huadžanga dinastije Džin. Obstaja nekaj imen pol-legendarnih kraljev in cesarjev, kot je Cancong (dobesedno grm sviloprejk), ki naj bi uvedel gojenje sviloprejk v Sečuanu, Boguan  (namakalec cipres), Jufu (kormoran) in Duju (kukavica). Po Kronikah Huandžanga je bil Cancong prvi legendarni kralj in imel izbuljene oči. Duju je učil ljudi poljedelstva in se po smrti spremenil v kukavico. 
Leta 666 pr. n. št. je človek iz Čuja, imenovan Bjeling (duh želve), ustanovil dinastijo Kajming, ki je vladala dvanajst generacij do osvojitve Čina. Legenda pravi, da je Bjeling umrl v Čuju in da je njegovo telo odplavalo po reki navzgor do Šuja in oživelo. Poznejše poročilo navaja, da so kralji iz dinastije  Kajming zasedli skrajni jug Šuja, preden so se odpravili navzgor po reki Min in prevzeli oblast od Dujuja.

## Ba-šujska kultura
Ko se je država Ču širila proti zahodu navzgor po dolinah rek Han in Jangce, je potisnila ljudstvo Ba na zahod proti Šuju. Arheologi menijo, da je ta interakcija v 5. in 4. stoletju pr. n. št. pomagala ustvariti ba-šujsko kulturo. Leta 474 pr. n. št. so odposlanci iz države Šu prinesli darila državi Čin, kar je bil prvi zabeležen stik med tema državama. Kasneje so čete Šuja prečkale gorovje Činling in se približale prestolnici Čin Jong. Leta 387 pr. n. št. sta se vojski Šuja in Čina spopadli blizu Handžonga z zgornjem toku reke Han.

## Šu pod Činom in Hanom

### Osvojitev Čina leta 316 pr. n. št.
V obdobju 356–338 pr. n. št. je Šang Jang centraliziral in s tem okrepil  državo Čin. Leta 337 pr. n. št. so odposlanci Šuja čestitali kralju Hujvenu iz Čina za njegov prihod na prestol. Približno v tem času je bila čez gore zgrajena kamnita pastirska cesta, ki je povezala Čin in Šu in kasneje služila tudi v vojaške namene.  Čin se je po sporu z Bajem leta 316 pr. n. št. odločil za priključitev Šuja in uporabiti njegove vire za kasnejši prodor proti vzhodu. Vojski Čina in Šuja sta se srečali blizu Džajmenga na reki Džjaling na ozemlju Baja. Kralj Kajminga je izgubil več bitk in se umaknil proti jugu v Vujang, kjer je bil ujet in ubit. Čin se je nato obrnil proti svojim zaveznikom in priključil Ba.

### Vladavina Čina in Hana
Leta 314 pr. n. št. je bil sin pokojnega kralja Kajminga Jaotong imenovan za markiza Šuja, da bi vladal skupaj z guvernerjem, ki ga je imenoval Čin. Leta 314 pr. n. št. se je uradnik po imenu Čen Džvang uprl in Jaotonga ubil. Sima Cuo in Džang Ji sta ponovno napadla Sečuan in ubila Čen Džvanga. Za novega markiza je bil imenovan Hui, ki se je leta 301 pr. n. št. zapletel v spletko proti Činu. Ko bi se moral spopasti z vojsko Sime Cuoja, se je odločil za samomor. Njegov sin Van, zadnji markiz Kajminga, je vladal od leta 300 do leta 285 pr. n. št., ko je bil obsojen na smrt.
Osvojitev je več kot podvojila ozemlje Čina. Osvojeno ozemlje je bilo varno pred napadi drugih držav, razen Čuja, vendar nerazvito. Šu je postal  preskusni poligon za novo vrsto vojaške uprave, imenovane džun ali poveljstvo. Čengdu je bil obdan z ogromnim obzidjem. Obdelovalna zemlja je bila prerazporejena in razdeljena na pravokotne parcele. S severa so pripeljali na desettisoče kolonistov. Mnogi so bili kaznjenci ali razseljenci iz prejšnjih vojn na severu. Na jug so jih odpeljali v kolonah, ki so jih nadzorovali uradniki Čina. Priseljenci so začeli graditi velik namakalni sistem Dudžjangjan, da bi preusmeril reko Min proti vzhodu v nižino okoli Čengduja. Posegi Čina v Baju so bili manj obsežni, očitno zato, da bi se izognil spopadom z bojevitim ljudstvom na meji s Čujem.
Sledilo je obdobje spopadov Čina in Čuja, ki je trajalo do leta 277  pr. n. št., ko je bila vzpostavljena nova meja Čina vzhodno od Sečuana. Sečuan je v tem vojnem času ostal v miren, kar kaže, da je bila Činova  politika asimilacije uspešna. Ko je Liu Bang začel svojo kampanjo proti dinastiji Han, je bil Sečuan pomembno oskrbovalno oporišče. 
Arheološke najdbe v Šuju iz tega obdobja so zelo podobne tistim iz severne Kitajske, medtem ko je Ba ostal nekoliko drugačen.